# Setchellanthus caeruleus
Setchellanthus caeruleus és una espècie de planta arbustiva espinosa amb grans flors blaves. Està dins (monotípica) el gènere Setchellanthus,el qual és dins (monotípica) de la família Setchellanthaceae. És endèmica de Mèxic.